# Jan Swammerdam

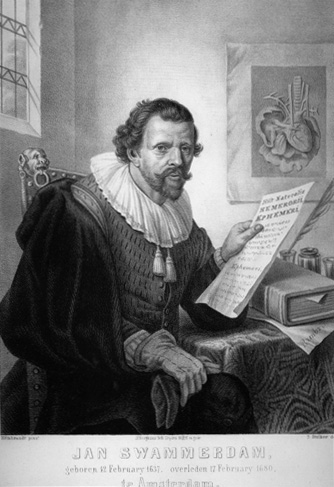
Er bestaat geen portret van Jan Swammerdam. Dit is een 19e-eeuwse fantasie, gebaseerd op een schilderij van Rembrandt

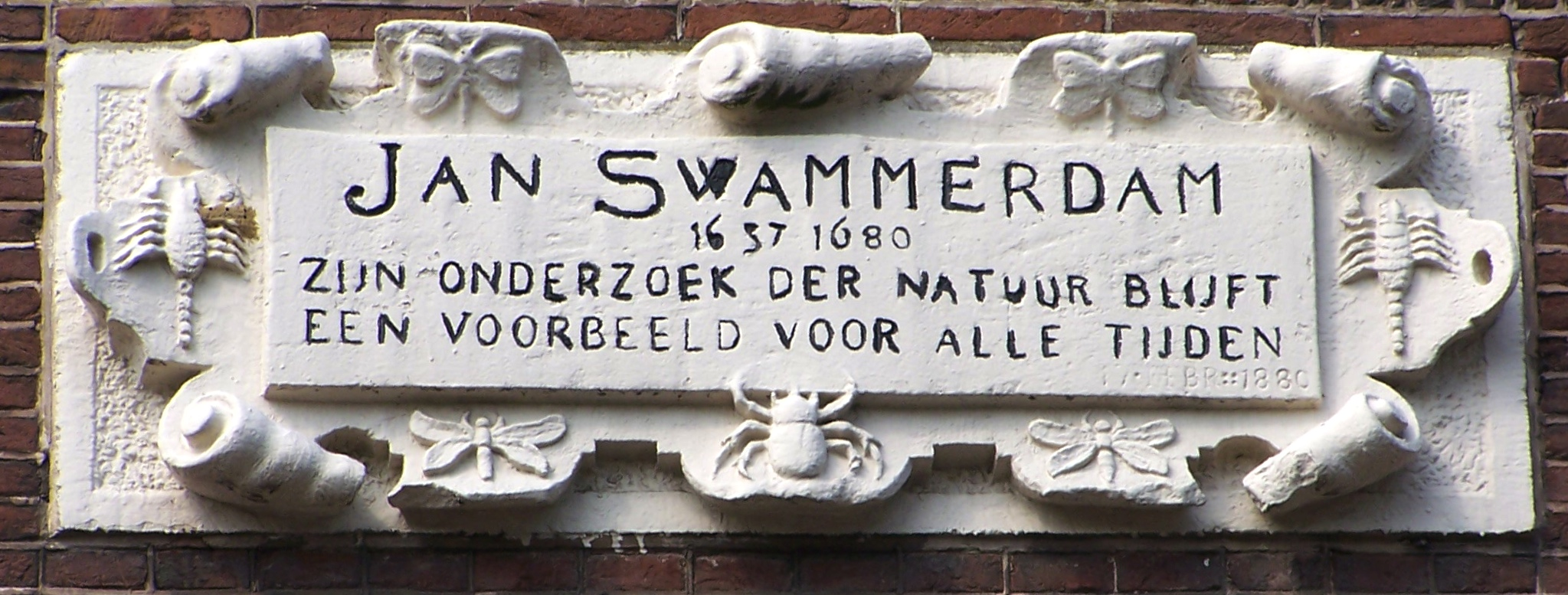
Gevelsteen aan het woonhuis van Jan Swammerdam aan de Oudeschans te Amsterdam.

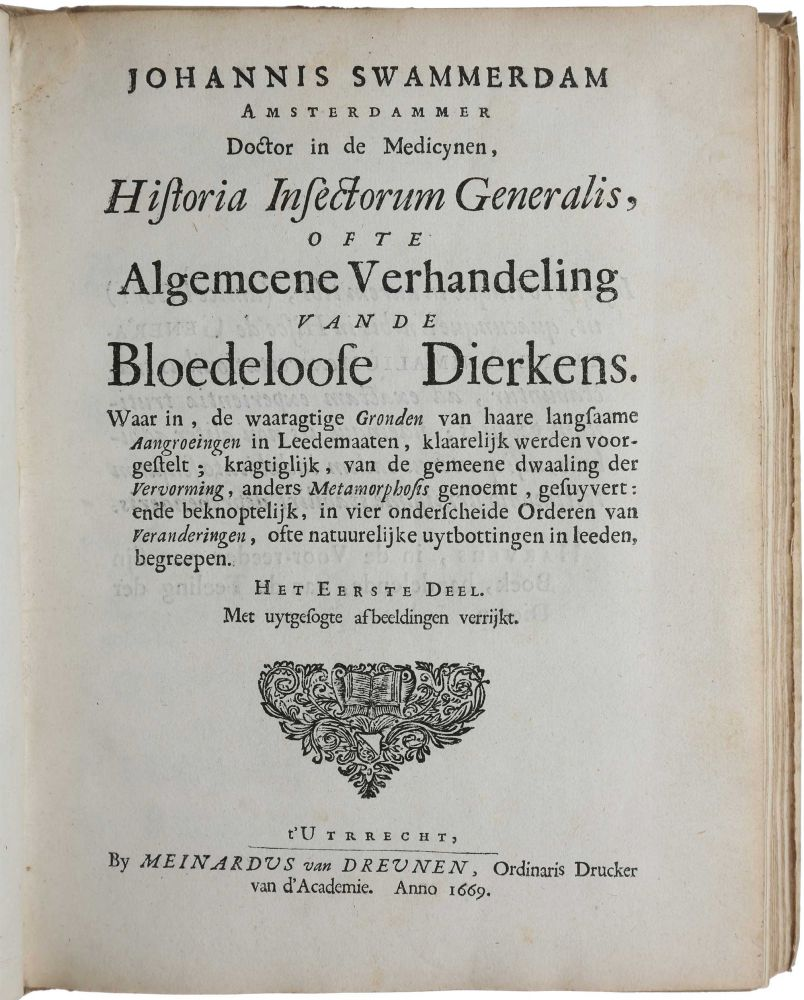
Titelpagina van Historia Insectorum Generalis ofte Algemeene Verhandeling van de Bloedeloose Dierkens, 1669

Jan Swammerdam (Amsterdam, 12 februari 1637 – aldaar, 17 februari 1680) was een Nederlandse natuuronderzoeker. Hij was van jongs af aan geïnteresseerd in het leven van de insecten. Het hoogtepunt van zijn werk is een monografie over bijen. Swammerdam was ook fysioloog, die het mechanisme van de ademhaling beschreef. Hij was een van de eersten die bewees dat de mannelijke spermacel de vrouwelijke eicel bevrucht.

## Studie en vroege ontdekkingen
Swammerdam was de zoon van een Amsterdamse apotheker Jan Jacobsz. Swammerdam op de Oude Schans, die bekendstond om zijn natuurhistorische verzameling. Zijn grootvader was een houthandelaar op de Lastage. Swammerdam werd voorbestemd tot predikant, maar werd een groot aanhanger van de ideeën van Descartes, die op een voor hem overtuigende manier beschreef hoe de natuur uitgelegd kon worden. Swammerdam studeerde anatomie en fysiologie onder de in zijn tijd beroemde Leidse professor Franciscus de le Boë Sylvius, tegelijk met Niels Stensen, Frederik Ruysch en Reinier de Graaf. Halverwege zijn studie trok hij naar Saumur, een stadje met een protestantse universiteit. Daar woonde hij bij Melchisédech Thévenot, een Franse geleerde met wie hij nog jarenlang correspondeerde. Swammerdam promoveerde in Leiden op zijn onderzoek naar ademhaling, maar heeft nooit als arts gewerkt.

## Microscopist
Swammerdam bewees de wetenschappelijke mogelijkheden van de microscoop. Eerder hadden Johannes Hudde, Christiaan Huygens - die met Swammerdam concurreerde - en mogelijk Spinoza al verbeteringen aangebracht aan deze uitvinding van Sacharias Jansen en eventueel Cornelis Drebbel. Hij was een creatieve geest in het ontdekken van de mogelijkheden die de microscoop bood voor het bestuderen van het menselijk lichaam. Hij ontdekte de rode bloedcellen en beschreef de structuur van de hersenen, de longen en het ruggenmerg van de mens. In vele opzichten werd Antoni van Leeuwenhoek zijn opvolger, die een ander soort microscoop ontwikkelde. Hij kreeg bezoek van Cosimo III de' Medici en demonstreerde hem de spierwerking bij kikkers.

## Insecten
Swammerdam verlegde zijn werkterrein naar de studie van insecten omdat het gebruik van de Cartesische filosofie veel stof deed opwaaien. In zijn Algemeene Verhandeling van de bloedloose dierkens in 1669 legde hij de grondslag voor de entomologie, zowel door zijn aandacht voor structureel detail als door zijn baanbrekend werk in het samenstellen van preserveringoplossingen. Een aantal insecten is vernoemd naar Swammerdam, onder andere Nematopogon swammerdamella (de bleke langsprietmot) en een genus Swammerdamella, (muggensoorten uit de familie van de Scatopsidae).

## Preformatietheorie
Swammerdam ontwikkelde het preformationisme, de theorie die ervan uitgaat dat de nakomelingen zich al in miniatuurformaat in de zaad- of eicel bevindt, en dus eigenlijk alleen nog hoeft te groeien. Dit concludeerde hij vooral uit de wijze waarop insecten zich ontwikkelen, van rups naar chrysalis.

## Religieuze inspiratie
Swammerdam was met Christiaan Huygens, Antoni van Leeuwenhoek en Marcello Malpighi de beroemdste geleerde van zijn tijd, maar rond 1673 besloot hij zich geheel aan de religie te gaan wijden en trok zich onder invloed van Antoinette Bourignon uit de wetenschap terug. In een opdracht van Swammerdam aan zijn beschermer de Franse edelman Thévenot, oud-gezant van Lodewijk XIV bij de Republiek Genua, droeg Swammerdam een verhandeling op met de woorden:
"Doorlugtige Heer, Ik presenteer UEd. alhier den almagtigen vinger Gods in de anatomie van een luys’.
(UEd. = U Edele). Max Weber noemt dit als een blijk van de godsdienstige inspiratie van de vroeg-moderne wetenschap.
Al in de vroegchristelijke periode werd de metafoor van het boek van de natuur gehanteerd. Dit was een opvatting die de natuur ziet als een boek dat - naast de Bijbel – gelezen kan worden als een bron van godskennis. Vanaf  Augustinus  lag een nadruk op het belang dat op deze wijze ook ongeletterden tot die godskennis konden komen.  In de zeventiende eeuw waren een toenemend aantal onderzoekers van mening dat het boek van de natuur niet meer kon worden uitgelegd en beschreven in termen die ontleend waren aan de Bijbel. Swammerdam bleef zijn leven lang vasthouden aan de twee-eenheid van de boeken. De schepping , is het boek der Natuur, de Bybel van natuurelyke  Godsgeleerdheid … waarin GODS Onzienelykheid sigtbaar wordt. Zijn nagelaten werk werd in 1737 en 1738 door Herman Boerhaave uitgegeven onder de titel  Bybel der natuure. 
Swammerdam werd evenals zijn moeder begraven in de Waalse Kerk op de Oudezijds Achterburgwal.

## Vernoeming

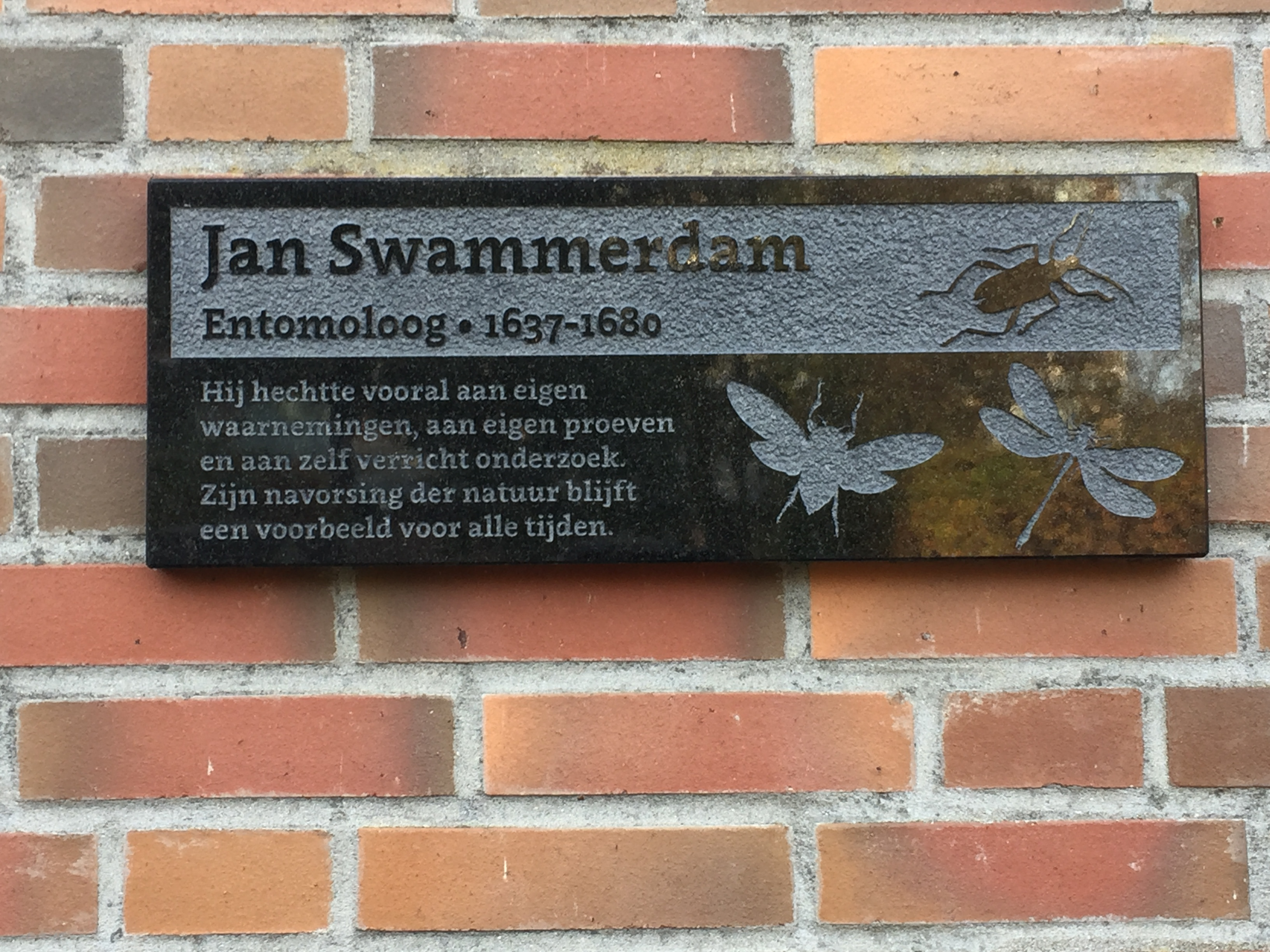
Herdenkingssteen voor Swammerdam in Leiden

In Haarlem is een plein naar hem vernoemd, in Terneuzen, Amsterdam, Utrecht, Badhoevedorp, Hilversum en Ridderkerk een straat, in IJsselstein een weg, in Bennekom en Doetinchem een laan en in Schiedam een singel. Ten slotte dragen in Amsterdam zowel het Jan Swammerdam Instituut als een nabijgelegen brug zijn naam.
- Bibliothèque nationale de France: cb12179831q (data)
- Biografisch Portaal: 43821399
- Catàleg d'autoritats de noms i títols de Catalunya: 981058528234406706
- CiNii: DA11572108
- Digitale Bibliotheek voor de Nederlandse Letteren: swam001
- Stuttgart Database of Scientific Illustrators 1450–1950: 2193
- Gemeinsame Normdatei: 119475308
- International Standard Name Identifier: 0000 0000 8366 5200
- Library of Congress Control Number: n50011527
- Mathematics Genealogy Project: 115617
- Nationale Bibliotheek van Tsjechië: nlk20000091743
- Nationale Bibliotheek van Israël: 987007463612905171
- Nationale Bibliotheek van Polen: a0000002464450
- Nederlandse Thesaurus van Auteursnamen: 068258909
- RKD-Nederlands Instituut voor Kunstgeschiedenis: 364936
- Istituto Centrale per il Catalogo Unico: UFIV071699
- LIBRIS: 322166
- Système universitaire de documentation: 068528590
- Trove: 1046298
- Virtual International Authority File: 27109595
- WorldCat: E39PBJgmPtdkCccbP6h9xthmBP